# Armes Prydein
Armes Prydein ("La Profezia della Bretagna") è un poema profetico gallese dell'inizio del X secolo che fa parte del Libro di Taliesin.
Con uno stile esaltato tipico della poesia eroica gallese, l'opera descrive un futuro in cui tutti i popoli britanni si uniranno agli scozzesi, irlandesi e vichinghi di Dublino sotto la guida gallese, e insieme riusciranno a espellere gli anglosassoni dalla Gran Bretagna. È comune nella poesia eroica dare dei nomi ai capi di queste imprese; in questo caso, si dice che siano Cadwallon e Cadwaladr, che invitano implicitamente il pubblico a metterli in relazione con due famosi leader del remoto passato, Cadwallon ap Cadfan e Cadwaladr ap Cadwallon. L'inclusione di vichinghi non celtici e scozzesi e irlandesi senza affiliazione britannica come alleati è una delle stravaganze del poema.
La poesia esprime la frustrazione gallese per le politiche pragmatiche e pacifiche di Hywel Dda nei confronti dell'allora ascendente Regno del Wessex. Edoardo il Vecchio (899-924) aveva preso il potere ed esercitato la sua egemonia su tutti i popoli a sud dei fiordi Clyde e Forth, inclusi i gaeli, i vichinghi, gli inglesi, i cornici i gallesi ei cambrici. Dopo la sua morte, suo figlio Æthelstan gli successe al trono (924-939). Nel frattempo, era stata forgiata un'alleanza tra i regni di Dublino, Scozia e Strathclyde per rimuoverlo dal potere. Æthelstan fu sconfitto durante la battaglia di Brunanburh nel 937. I gallesi, sotto la guida di Hywel Dda, scelsero di lasciare il loro destino ai loro storici alleati, gli Hen Ogledd (Uomini del Nord), nella loro lotta contro gli inglesi. Hywel Dda non ha dato il suo sostegno alla città sorella di Strathclyde né si è opposto ai suoi tradizionali nemici, i Sassoni del Wessex.